# Brzeście (województwo mazowieckie)
Brzeście – wieś sołecka w Polsce, położona w województwie mazowieckim, w powiecie płońskim, w gminie Baboszewo.
| SIMC    | Nazwa         | Rodzaj    |
| ------- | ------------- | --------- |
| 0111544 | Brzeście Małe | część wsi |

Administracyjnie na terenie wsi utworzono dwa sołectwa Brzeście i Brzeście Małe.
W latach 1975–1998 miejscowość administracyjnie należała do województwa ciechanowskiego.